# John Tunstall
Pour les articles homonymes, voir Tunstall.
John Henry Tunstall (6 mars 1853 – 18 février 1878), né à Londres, en Angleterre, est un homme d'affaires et éleveur du comté de Lincoln, Nouveau-Mexique. Il a été l'un des principaux protagonistes, et la première victime, des événements décrits comme la « guerre du comté de Lincoln ».

## Jeunesse
Tunstall est né le 6 mars 1853 à Hackney, dans la banlieue de Londres. Sa famille est issue de la classe moyenne supérieure. Son père est un commerçant londonien.

## Émigration
En août 1872, à l'âge de 19 ans, Tunstall émigre à Victoria, en Colombie-Britannique, au Canada.
John Tunstall quitte le Canada pour l'Ouest des États-Unis en février 1876. Après un passage en Californie, il s'installe au Nouveau-Mexique où il rencontre l'avocat Alexander McSween.
Le jeune homme achète un ranch sur le Rio Feliz, à une cinquantaine de kilomètres au sud de la ville de Lincoln. Il fonde également un commerce à Lincoln, faisant directement concurrence à Lawrence Murphy et Jimmy Dolan, des commerçants d'origine irlandaise, jouissant d'un véritable monopole commercial dans la région.

## Mort
Le 18 février 1878, John Tunstall, accompagné de ses employés Richard M. Brewer, John Middleton, Henry Newton Brown, Robert Widenmann, Fred Waite et William Bonney (plus connu sous le nom de Billy the Kid), quittent le ranch de Feliz, qui doit être mis sous séquestre dans la journée dans le cadre d'un imbroglio politico-judiciaire avec les autorités locales.
Un groupe d'hommes, mené par Frank Baker, Tom Hill, William "Buck" Morton et Jesse Evans, part à leur poursuite sous prétexte de récupérer des chevaux, pourtant placés hors du séquestre. John Tunstall, avançant à l'écart de ses hommes, est abattu.

## Conséquences de sa mort
Le meurtre de John Tunstall est considéré comme l'acte fondateur de la guerre du comté de Lincoln. 
Bonney, Richard M. Brewer, Chavez y Chavez, Doc Scurlock, Charlie Bowdre, George Coe, Frank Coe, Jim French, Frank McNab, parmi d'autres partisans de John Tunstall, forment par la suite une milice citoyenne connue sous le nom des « Régulateurs ».